# Павлов, Игорь Иванович
И́горь Ива́нович Па́влов (30 мая 2008, Одесса) — украинский поэт.

## Биография
Родился в 1931 году, жил в Одессе.
Стихи публиковались в печатных и сетевых журналах «Арион», «Октябрь», «Интерпоэзия», «22», «Крещатик», «Меценат и Мир», «Артикль» и др.
В советское время не печатался, был известен как поэт одесского андеграунда.
Победитель интернетовского конкурса «Сетевой Дюк» 2000 года на лучшее произведение, посвящённое Одессе, в категории «Поэзия».
Первая книга стихов вышла в Одессе в начале XXI века.
Один из прототипов героев «Провинциального романс-а» Ефима Ярошевского и рассказа Анатолия Гланца «Прокурор города Гайворон».